# Golamo Wranowo
Golamo Wranowo (bułg. Голямо Враново) – wieś w Bułgarii, w obwodzie Ruse, w gminie Sliwo pole. Według danych szacunkowych Ujednoliconego Systemu Ewidencji Ludności oraz Usług Administracyjnych dla Ludności, 15 czerwca 2020 roku miejscowość liczyła 1 615 mieszkańców.